# 1980 chez Disney
L'année 1980 au sein de la société Walt Disney Productions est marquée par l'arrivée de Ron Miller, gendre de Walt Disney à la tête de la société. Toutefois les mauvais résultats du film Le Trou noir (1979) poussent le studio à ressortir plus films tandis que des productions sont dissociés de la marque Disney. Le studio se lance aussi dans le marché des supports vidéos mais après la plupart de ses concurrents.

## Résumé
Pour Mark Arnold, l'année 1980 est l'année de la transformation de Walt Disney Productions. Même avant la sortie du Trou noir (1979), l'entreprise savait que des changements étaient nécessaire dans le domaine des longs métrages, désormais la division la moins rentable du groupe. L'une des raisons du changement est la nomination de Card Walker comme PDG de Disney en 1980 à la place de Donn Tatum. Tatum devient alors président du comité exécutif.  Le poste de président, occupé par Walker; est alors confié en février 1980 à Ron Miller, gendre de Walt Disney.
L'une des premières actions marquantes de Ron Miller est de nommer Thomas Wilhite, ancien directeur de la publicité, à la tête des studios Disney comme directeur créatif des films et de la télévision. L'entreprise a estimé ses actifs à plus d'un milliard de dollars américain en 1978.
Malgré de nombreux changements lancés par l'entreprise, le principal succès vient avec une chanson innocente Mickey Mouse Disco qui est adaptée en un court métrage en 1980.

### Productions cinématographiques
L'année 1980 est commercialisée comme celle du « Nouveau Look » et les films de l'année ainsi que Rox et Rouky (1981) sont des exemples allant dans cette direction. L'une des premières actions de Thomas Wilhite est de supprimer la mention Disney du film Une nuit folle, folle. Mark Arnold considère cette décision mauvaise, le film était vu comme un atout du studio mais est désormais une tare que l'on cache. Arnold aurait préféré la production de meilleurs films. Il ajoute que toutes les tentatives de productions de films à succès jusqu'en 1984 seront des échecs. Parmi les exemples d'échecs, Arnold cite les problèmes d'effets spéciaux de Yeux de la forêt ou les coproductions avec Paramount. Le studio ressort plusieurs films Mélodie du Sud (1946), La Belle et le Clochard (1955), L'Apprentie sorcière (1971), Mary Poppins (1964), Les Aristochats (1971). Initialement Ron Miller avait prévu la sortie du film d'horreur Les Yeux de la forêt pour l'été 1980 mais, en raison des critiques généralisées, a décalé la diffusion à avril et l'a remplacé par une ressortie de Mary Poppins.
Sally Odge Davis du New York Times Magazine publie en novembre 1980 un article sobrement intitulé Disney films have lost that old magic (« Les films de Disney ont perdu cette vieille magie ») qu'elle débute ainsi : « L'entreprise Walt Disney Productions, l'un des plus conglomérats les plus prospères dont l'activité est basée sur le cinéma a un gros problème. Il semble qu'elle n'arrive plus à faire de films à succès ». Davis rappelle qu'à l'époque les adolescents forment une part plus importante du public dans les salles, et malgré cela Disney n'arrive pas à attire ce public qui est le sien. Alors que la concurrence produit des films de cinéastes bercés par la magie Disney, cette magie semble absente du studio. La plupart des films du moment dans lesquels s'affrontent le bien et le mal sans violence ou sexe excessifs sont des films que Disney aurait pu faire, selon Davis, et que le studio n'a pas fait. Les chiffres confirment ce déclin passant de 6% du marché de la location en 1977 à 4 % en 1979 tandis que la part des revenus de la branche cinéma de Disney est tombée de la moitié à un quart du total en 1979. Le film Le trou noir devait aider le studio à sortir de cette situation avec un nouveau genre mais au bout d'une semaine le public ne venait plus et les 50 millions d'USD envisagés n'ont pas été récolté. Davis cite sans le nommer un critique cynique pour qui « le seul trou noir du film est le scénario, qui n'a pas de fin et le public n'en a pas été prévenu. » Davis poursuit son plaidoyer en ajoutant que Le trou noir a été suivi à Pâques 1980 du film Les Yeux de la forêt pour lequel Vincent Canby du New York Times écrit qu'il « met au défi le plus indulgent des fans de lui fournir une explication cohérente pour la fin du film. » Miller considère le résultat du film Le Dernier Vol de l'arche de Noé, comme une écriture comptable, une perte de 6 millions d'USD. Davis évoque aussi le départ de douze animateurs prometteurs partis fondés leur propre studio, le groupe de Don Bluth. Davis indique que la direction de Disney cherche à changer les choses avec la nomination de David Ehrman, débauché de 20th Century-Fox, responsable de scénarios dont l'un des projets est Tex adapté d'un roman de S. E. Hinton. De plus, Ron Miller et Card Walker ont plusieurs fois rencontré George Lucas sans plus de détails sur leur collaboration.
Roy Edward Disney, neveu de Walt Disney, se dit inquiet de la situation et rappelle qu'il a démissionné de ses fonctions à la suite d'un conflit avec Ron Miller.

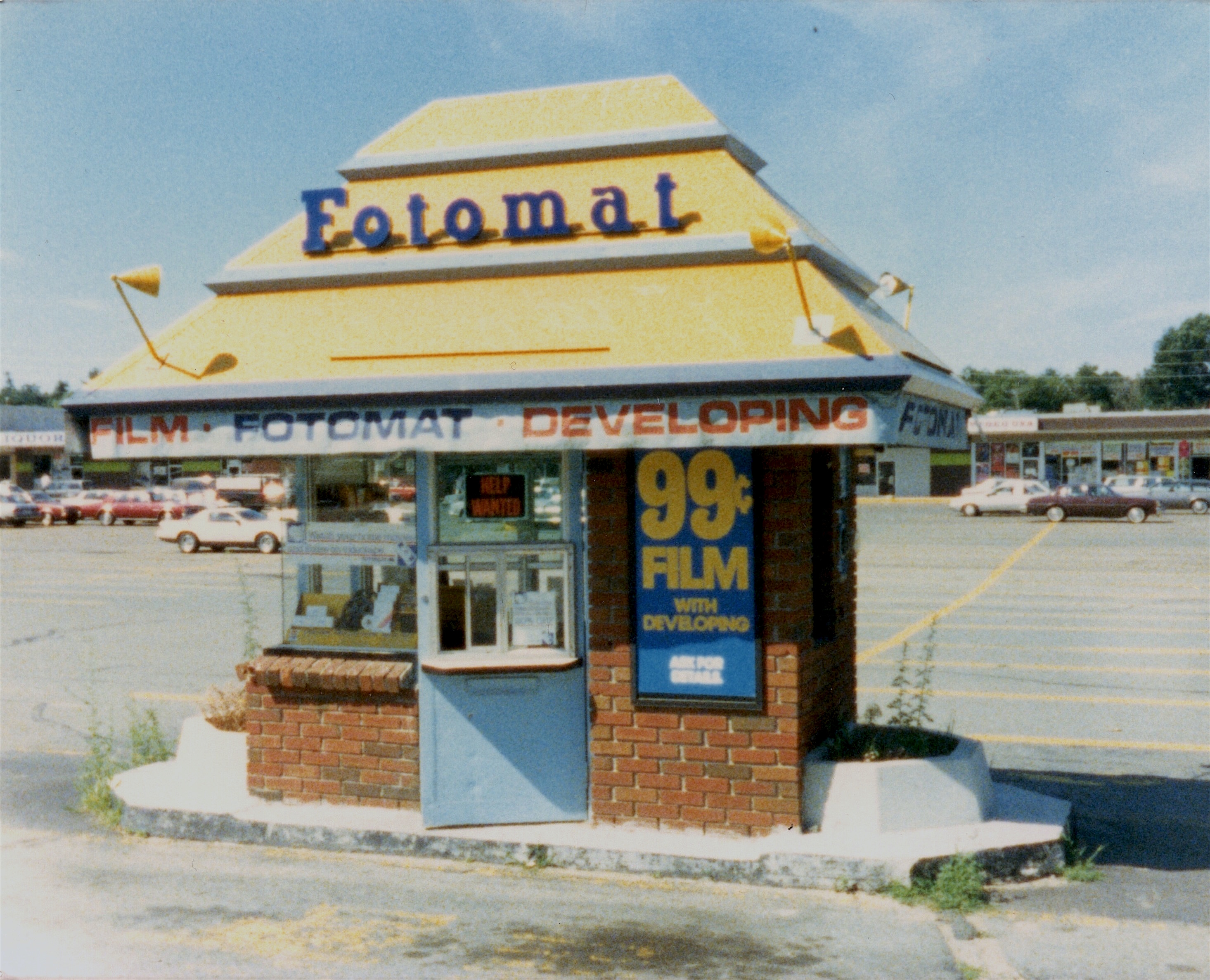
Un comptoir de Fotomat en 1987.

En mars 1980, plusieurs sociétés se lancent sur le marché des vidéodisques et parmi les différents contrats, la presse mentionne Zenith Radio utilisant une technologie RCA, Universal filiale de MCA associé a Philips, 20th Century-Fox avec Magnetic Video. De son côté, le studio Disney s'est associé à Fotomat pour la location de vidéocassettes dans quatre villes tests et un catalogue de 13 films,. Le contrat est officialisé le 4 mars 1980 par James Jimirro, vice-président de Walt Disney Educational Media. Parmi les films louables pour 5 jours au prix de 8 $ à 14 $, il y a Un amour de Coccinelle, Monte là-d'ssus, La Montagne ensorcelée disponibles dès mars 1980 puis à partir de septembre 1980 Le Trou noir, Davy Crockett, Vingt Mille Lieues sous les mers. Marl Arnold mentionne aussi Peter et Elliott le dragon (1977) et une compilation Mickey Mouse un Vacation.

### Productions télévisuelles
Le studio stoppe la production et la diffusion de l'émission The New Mickey Mouse Club après trois années. L'émission spéciale diffusée en avril 1980 pour les 25 ans de Disneyland sur CBS est une première depuis 1951 avec le The Walt Disney Christmas Show. Le 31 décembre 1980, NBC annonce l'arrêt de l'émission Disney's Wonderful World pour la prochaine saison sans donner de raison hormis que le contrat prend fin en septembre 1981. Toutefois William Yates, vice-président de Walt Disney Television prévoit d'autres émissions. Pour l'émission Disney's Wonderful World, le studio produit plusieurs programmes :
- Donald's Valentine's Day Salute (14 février 1980), une compilation de courts métrages sur le thème de la Saint-Valentin
- The Kids Who Knew Too Much (9 mars 1980)
- Disney's Oscar Winners (13 avril 1980)
- The Sultan and the Rock Star (20 avril 1980)
- The Secret of Lost Valley (27 avril et 4 mai 1980)
- The Mouseketeer Reunion (23 novembre 1980)
- Les Fantômes de l’école militaire (The Ghosts of Buxley Halls, 21 et 28 décembre)

### Parcs à thèmes et loisirs

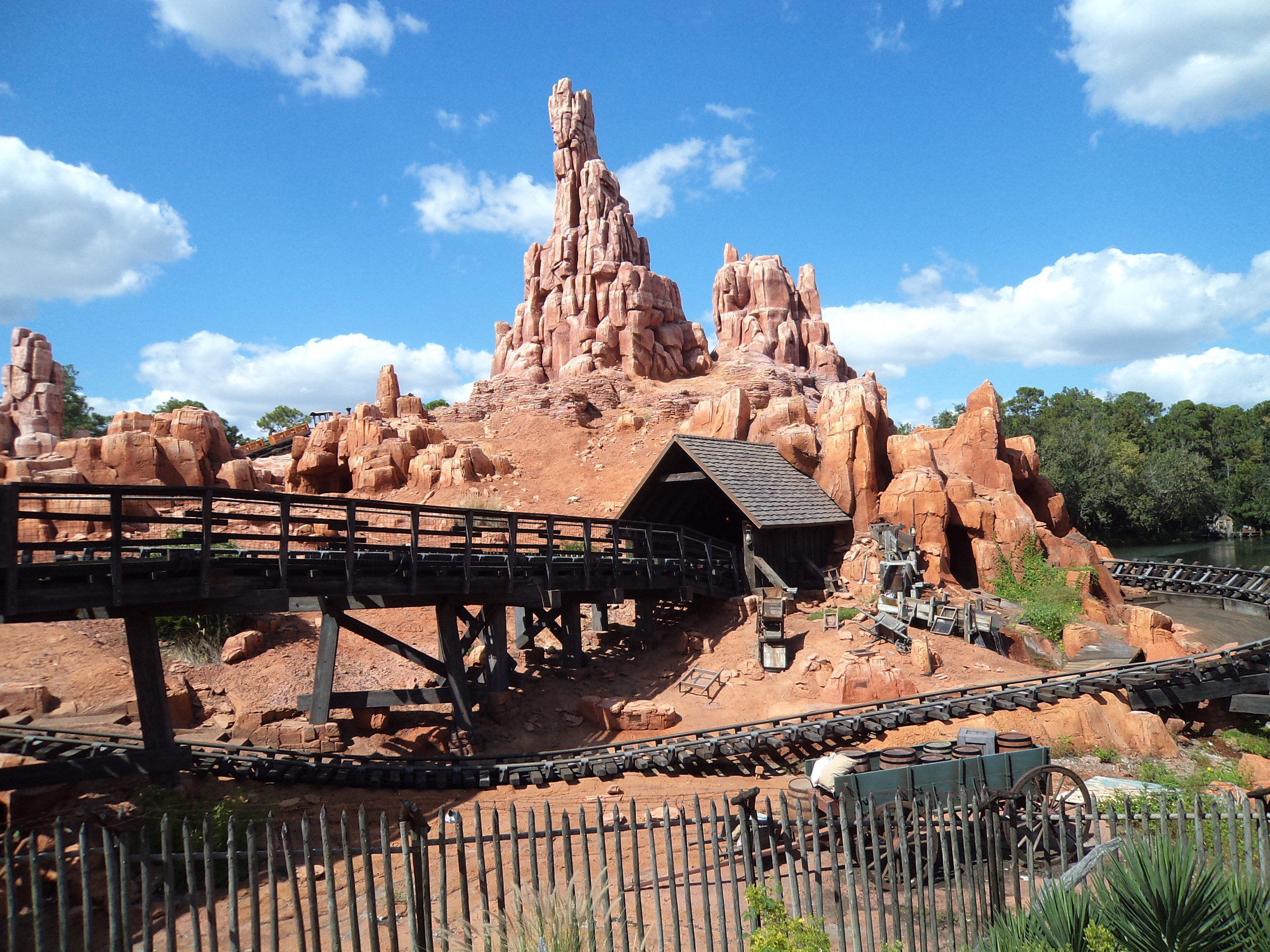
Big Thunder Mountain au Magic Kingdom.

La division des parcs à thèmes reste la plus rentable de l'entreprise avec en juillet 1979, l'anniversaire des 25 ans de Disneyland. Le système Disneyland Passeport qui permet de payer une seule fois l'ensemble des attractions et de ne plus proposer des carnets de tickets catégorisés A à E, testé en1979 à Disneyland entre en service en novembre 1980 dans les deux parcs.
Au Magic Kingdom, l'attraction Mickey Mouse Revue ferme ses portes, mais va être déménagée au Japon et rouvrira avec le parc Tokyo Disneyland en 1983. Aussi en Floride, l'attraction Big Thunder Mountain Railroad ouvre en septembre et est inaugurée en novembre,.
L'entreprise annonce aussi l'ouverture d'un second parc en Floride, EPCOT. C'est un projet estimé à 800 millions d'USD avec une ouverture prévue en 1982. Les travaux du parc Tokyo Disneyland débutent en décembre.
La dotation pour le tournoi de golf Walt Disney World National Team Championship est augmentée à 350 000 USD.

### Autres médias
L'album Mickey Mouse Disco sorti en juillet 1979 est un succès inattendu qui se hisse à la 35e place du Billboard's Pop Albums Chart,. Le studio produit même un cout métrage qui sort en juin 1980,. Le succès de l'album pousse le label à produire d'autres titres similaires comme Yankee Doodle Mickey, Goin' Quakers, Pardners ou Mickey's Christmas Carols. Ces albums sont très populaires et Disney obtient d'autres certifications d'or et de platine
Gold Key Comics poursuit ses publications de comics et publie une courte séries sur Le Trou noir. Les séries Walt Disney Showcase et The Beagle Boys vs Uncle Scrooge s'arrêtent.
Publications Gold Key Comics
- Donald Duck
- Mickey Mouse
- Uncle Scrooge
- Walt Disney's Comics and Stories
- Huey, Duey, Louie Junior Woodchunks
- Super Goof
- Chip'n Dale
- Daisy and Donald
- Winnie the Pooh
- The Beagle Boys vs Uncle Scrooge
- Walt Disney Showcase

L'éditeur Abbeville Press poursuit sa collection des meilleures histoires de comics Disney ayant une couverture cartonnée blanche avec un album des Silly Symphonies :
- (en) Alan Dean Foster, Walt Disney Animated Figures and Silly Symphonies, New York, Abbeville Press, coll. « Best Comics Series », 7 août 1980, 152 p. (ISBN 978-0896591202)

### Futures filiales
En mai 1980, George Lucas et sa société de production Lucasfilm sortent le film L'Empire contre-attaque distribué par 20th Century Fox, second opus de la saga Star Wars

## Événements

### Février
- 8 février 1980, Sortie du film Une nuit folle, folle (Midnight Madness)[17],[18]

### Mars
- 4 mars 1980,  Walt Disney Educational Media accorde une licence de location de vidéocassettes à Fotomat, avec dix films dans quatre villes tests[7].
- 6 mars 1980, Diffusion de l'émission spéciale Kraft Salutes Disneyland's 25th Anniversary pour les 25 ans de Disneyland sur CBS
- 9 mars 1980, Dernière du spectacle Disney's Snow White Live au Radio City Music Hall[19]
- 17 mars 1980, Ressortie du film La Belle et le Clochard (1955) aux États-Unis[20]

### Avril
- 17 avril 1980, Sortie du film Les Yeux de la forêt (The Watcher in the Woods)[21],[22]

### Mai
- 20 mai 1980, Sortie du film L'Empire contre-attaque de  Lucasfilm et 20th Century Fox
- 23 mai 1980, Ressortie du film Mary Poppins (1964)[23]

### Juin
- 25 juin 1980, 
  - Sortie du court-métrage Mickey Mouse Disco[14]
  - Sortie du film La Coccinelle à Mexico (Herbie Goes Bananas)[24],[25]
  - Sortie du film Le Dernier Vol de l'arche de Noé (The Last Flight of Noah's Ark)[26],[27]

### Septembre
- 14 septembre 1980, Fermeture de l'attraction Mickey Mouse Revue au Magic Kingdom[14]
- 23 septembre 1980, Pré-Ouverture de l'attraction Big Thunder Mountain Railroad au Magic Kingdom[15]

### Octobre
- octobre 1980, Fermeture de l'attraction Admiral Joe Fowler Riverboat au Magic Kingdom de Walt Disney World Resort[28]
- 8 octobre 1980, Ressortie du film Mélodie du Sud (1946) aux États-Unis[29]

### Novembre
- 15 novembre 1980, Inauguration de l'attraction Big Thunder Mountain Railroad au Magic Kingdom[15]

### Décembre
- 8 décembre 1980, Sortie du film Popeye[30],[31]
- 19 décembre 1980, Ressortie du film Les Aristochats (1970) aux États-Unis[32]